# Bityla
Bityla là một chi bướm đêm thuộc họ Noctuidae.

## Các loài tiêu biểu
- Bityla sericea Butler, 1877
- Bityla pallida Hudson, 1905